# Oberhalbstein (dal i Schweiz)
Oberhalbstein är en dal i Schweiz.   Den ligger i kantonen Graubünden, i den östra delen av landet, 170 km öster om huvudstaden Bern.
I omgivningarna runt Oberhalbstein växer i huvudsak blandskog. Runt Oberhalbstein är det mycket glesbefolkat, med 5 invånare per kvadratkilometer.